# Höhle von Pitsa

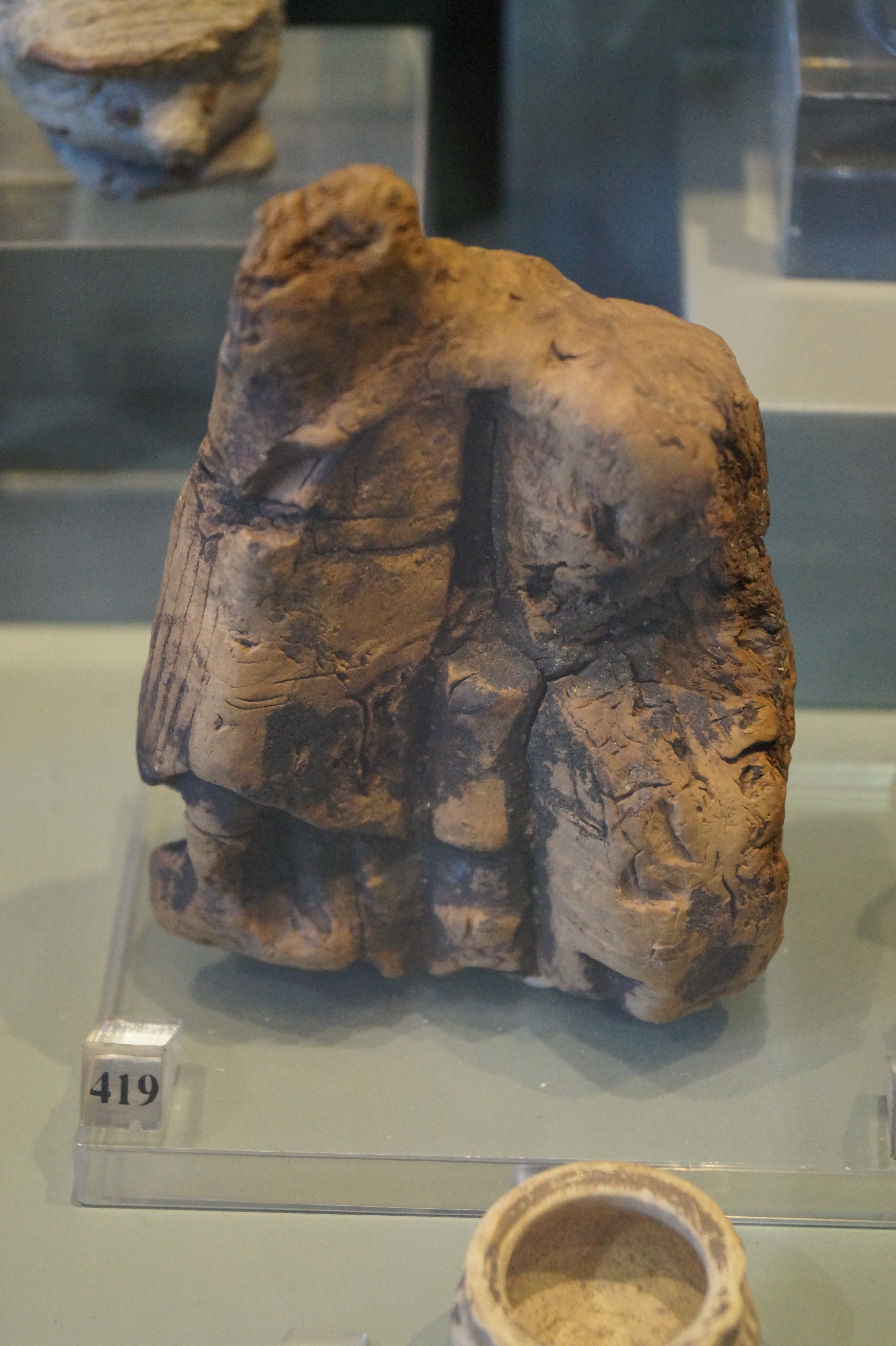
Hölzerne Statuengruppe, vermutlich Demeter und Kore.

Die Höhle von Pitsa (griechisch Σπήλαιο Πιτσών) oder Höhle von Saftoulis (griechisch Σπηλιά του Σαφτουλή) liegt im Westen der Korinthia im Gebirge Mavro Oros, das in der Antike Chelydorea genannt wurde. Sie liegt auf etwa 800 m unterhalb des 1175 m hohen Gipfels Sotira und etwa 3 km südwestlich des Küstenortes Kato Pitsa. Sie kann entweder über eine Piste östlich von Ano Pitsa oder über eine Piste nordwestlich von Korfiotissa nach 5 km erreicht werden.

## Erforschung
Ein Hirte entdeckte in der Höhle antike Tonfiguren, die er den Behörden übergab. 1934 führten die griechischen Archäologen Anastasios Orlandos und Markellos Mitsis Ausgrabungen durch. Die Funde werden im Archäologischen Museum von Sikyon ausgestellt. Nur die bedeutenden Pitsa-Tafeln befinden sich im Archäologischen Nationalmuseum in Athen.

## Beschreibung
Der Zugang zur Höhle erfolgt von Norden über einen 1,50 m breiten und 2,25 m hohen Eingang. Über eine Rampe, die etwa 17,50 m steil nach unten führt erreicht man den Hauptraum von 40 × 30 m mit einem steilen Abgrund im Osten. Im Südwesten befindet sich ein kleiner Raum. Die Gänge im Westen und Südwesten sind unerforscht.
Die Höhle wurde vom 7. Jahrhundert v. Chr. bis zum 2. Jahrhundert n. Chr. für kultische Zwecke verwendet. Die Funde zeigen, dass hier die Nymphen und vermutlich auch Dionysos verehrt wurden. Unter den Funden befanden sich die kunsthistorisch bedeutenden Pitsa-Tafeln. Weitere Funde sind Frauenstatuetten, Tierfiguren, Aryballoi aus Fayence, Schwarzfigurige Gefäße, Metallgegenstände, Schmuck, eine Münze aus Korinth und eine aus Sikyon. Durch das besondere Klima in der Höhle blieben neben den hölzernen Pitsa-Tafeln auch Pyxiden aus Holz, ein Textilfragment mit Purpur und eine hölzerne Statuengruppe, die vermutlich Demeter mit Kore darstellt, erhalten.